# Distrito de Oldemburgo
El Distrito de Oldemburgo (en alemán: Landkreis Oldenburg), en Baja Sajonia, Alemania, limita con las ciudades de Oldemburgo y Delmenhorst así como con los distritos de Ammerland, Cloppenburg, Diepholz, Vechta y Wesermarsch. La capital del distrito es Wildeshausen.

## Geografía
El distrito de Oldemburgo forma parte de un espacio natural compuesto del "Oldenburger Geest", "Hunte-Leda-Moorniederung", "Wesermarsch", "Thedinghäuser Vorgeest" así como el "Syker", "Delmenhorster" y "Cloppenburger Geest". El paisaje de los municipios que componen el distrito son una variante de marsh y diversos pantanos. Se ubica en una llanura que oscila entre los 2 y los 55 metros de NN.

## Composición territorial del distrito
| - Dötlingen [ubicado en: Neerstedt] (6.036) - Ganderkesee, Municipio independiente (30.937) - Großenkneten (13.842) - Hatten [Ubicado en: Kirchhatten] (13.468) - Hude (15.646) - Wardenburg (16.058) - Wildeshausen, Ciudad (18.269) | - Samtgemeinde Harpstedt (11.350) 1. Beckeln (849) 2. Colnrade (855) 3. Dünsen (1.256) 4. Groß Ippener (1.181) 5. Harpstedt, Flecken * (4.563) 6. Kirchseelte (1.255) 7. Prinzhöfte (728) 8. Winkelsett (663) |